# 빅서 (영화)
《빅서》(Big Sur)는 미국에서 제작된 마이클 폴리쉬 감독의 2013년 드라마 영화이다. 동명의 1962년 소설을 각색한 작품이다. 스타나 카틱 등이 주연으로 출연하였다.
이 영화는 2013년 선댄스 영화제에서 2013년 1월 23일 데뷔하였으며 이곳에서 대체적으로 긍정적인 평가를 받았다. 2013년 11월 1일 미국에서 한정 개봉되었다.

## 출연

### 주연
- 스타나 카틱
- 헨리 토마스
- 조쉬 루카스
- 케이트 보스워스

### 조연
- 라다 미첼
- 안소니 에드워즈
- 발타자 게티
- 존 로빈슨
- 캐서린 킴 푼
- 패트릭 피슬러
- 쟝 마르 바
- 노라 커크패트릭
- 리처드 콘티

## 기타
- 원작자: 잭 케루악